# Puerto Viejo (Sarapiquí)
Puerto Viejo es el distrito primero y ciudad cabecera del cantón de Sarapiquí, en la provincia de Heredia, de Costa Rica.

## Historia
La primera escuela se construyó en 1952, con el nombre de Escuela Puerto Viejo, en el gobierno de don Otilio Ulate Blanco. 
En ley n.º 4671, de 18 de noviembre de 1970, en el segundo gobierno de don José Figueres Ferrer, al convertirse Sarapiquí en el cantón décimo de la provincia Heredia, el barrio Puerto Viejo adquirió el título de ciudad, al designarse como cabecera del mismo.
El Colegio Técnico Profesional Agropecuario inició sus actividades docentes en marzo de 1972, en la segunda administración de don José Figueres Ferrer.

## Ubicación
La cabecera es la homónima ciudad de Puerto Viejo, ubicada a 82 km al norte de la ciudad de Heredia. 
Puerto Viejo está a orillas del río Sarapiquí (cerca de su confluencia con río Puerto Viejo), donde se localiza un pequeño puerto fluvial para cabotaje de embarcaciones de poco calado. 

## Geografía
Puerto Viejo cuenta con un área de 428,52 km² y una altitud media de 37 m s. n. m.
La zona es de topografía plana, clima húmedo y está surcada de caudalosos ríos de curso divagante, siendo el principal el río Sucio. 

## Demografía
Para el año 2022, Puerto Viejo cuenta con una población estimada de 23 246 habitantes, y para el último censo efectuado, en 2011, Puerto Viejo contaba con una población de 20 184 habitantes.

## Localidades
- Barrios: Colina, Esperanza, Jardín, Loma Linda, Progreso, la Trinidad.
- Poblados: Achiote, Ahogados, Arbolitos (parte), Arrepentidos, Boca Ceiba, Boca Río Sucio, Bun, Cabezas, Canfín, Caño Negro, Cerro Negro (Parte), Colonia San José, Coyol, Cristo Rey, Chilamate, El Progreso, Esperanza, Estrellales, Guaria, Jardín, Jormo, Las Marías, Las Orquídeas, Los Lirios, Malinche, Media Vuelta, Medias (parte), Muelle, Naranjal, Nogal, Pavas, Rojomaca, San José, San Julián, Tres Rosales, Vega de Sardinal (parte), Zapote.

## Economía
Las principales fuentes de ingreso en la zona son la agricultura —especialmente el cultivo de banano, piña, plátano, caña de azúcar y la ganadería—, así como el turismo. En la región existen diversos hoteles y posadas turísticas. A 3 kilómetros al sur de Puerto Viejo se encuentra la Estación Biológica La Selva, un destacado centro de investigación en ecología tropical perteneciente a la Organización para Estudios Tropicales (OET).

## Transporte

### Carreteras
Al distrito lo atraviesan las siguientes rutas nacionales de carretera:
- Ruta nacional 4
- Ruta nacional 505
- Ruta nacional 507
- Ruta nacional 510
- Ruta nacional 817